# Bibliothèque royale (Danemark)
Pour les articles homonymes, voir Bibliothèque royale.
La Bibliothèque royale (en danois Det Kongelige Bibliotek) est la bibliothèque nationale du Danemark et une des plus grandes bibliothèques de Scandinavie. En plus de son rôle comme bibliothèque nationale, la Bibliothèque royale possède également le rôle de bibliothèque universitaire pour l’Université de Copenhague et l'Université IT de Copenhague. Elle est située à Copenhague.
Il s’agit d’une institution chapeautée par le Ministère de la culture. La bibliothèque doit ainsi suivre un cadre stratégique et financier, ce dernier étant élaboré avec le ministère et réajusté aux 4 ans,.
En 2017, la Bibliothèque royale fusionne avec la Bibliothèque nationale et universitaire d’Aarhus pour former une nouvelle organisation, appelée aujourd’hui Bibliothèque royale danoise,.

## Histoire
La bibliothèque a été fondée en 1648 par le roi Frédéric III, qui en nomme le premier bibliothécaire le 25 octobre 1653. Ce roi acquiert trois importantes bibliothèques privées qui sont réunies à la sienne propre pour former le noyau des collections de la bibliothèque royale. Ce fonds est installé en 1673 dans un bâtiment propre (les actuelles Archives nationales) et le dépôt légal est institué en 1697. Le public est admis depuis 1793.
Cependant, avant que soit créée la bibliothèque nationale, existait déjà la bibliothèque universitaire de Copenhague, fondée en 1482. Celle-ci est partagée en 1938 entre le premier département, dévolu à la théologie, aux humanités et aux sciences sociales, et le second département, dévolu à la médecine et à la biologie.
En 1989, ce premier département a été intégré à la Bibliothèque royale. En 2005, la Bibliothèque royale fusionne avec le second département. À partir de 2006, la bibliothèque porte le nom de Bibliothèque royale, nationale et de l’Université de Copenhague.
En 2017, la Bibliothèque Royale fusionne avec la Bibliothèque nationale et universitaire d’Aarhus. La localisation des deux bâtiments demeure inchangée et la Bibliothèque royale danoise est l’organisation résultante de cette fusion. Aujourd’hui, cette nouvelle organisation offre également des services de bibliothèque pour les universités de Roskilde et d’Aalborg et regroupe donc cinq des huit universités danoises.

## La bibliothèque aujourd'hui
La bibliothèque royale se situe sur quatre sites :
- Le site principal de Slotsholmen. L'ancien bâtiment de Slotsholmen a été construit en 1906 : il s'agit d'une copie de la chapelle du palais d'Aix-la-Chapelle de Charlemagne.
- Fiolstræde, au centre de Copenhague, spécialisé en sciences sociales
- Amager, spécialisé dans les humanités
- Nørrebro, spécialisé en biologie et médecine

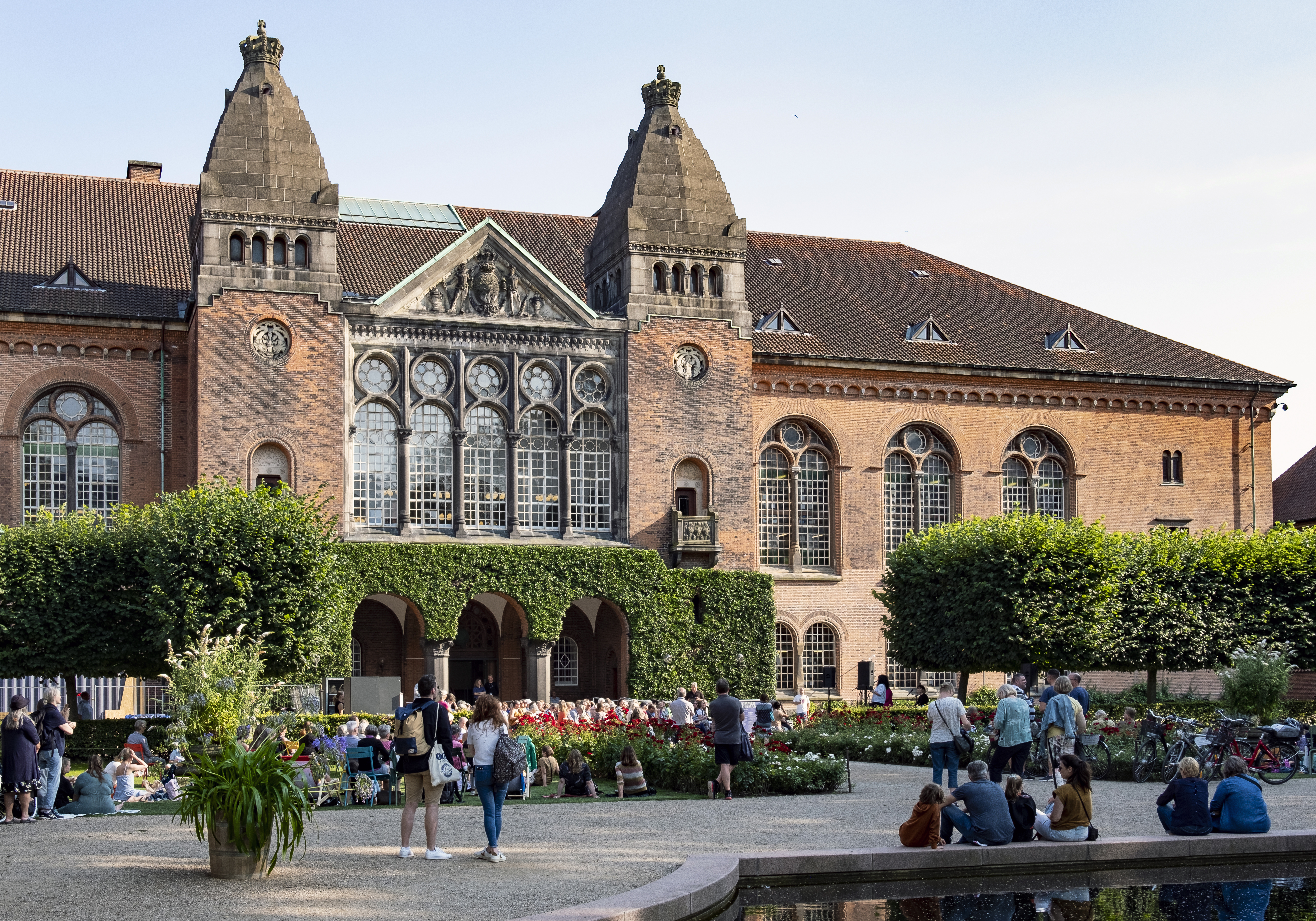
L'ancien bâtiment (1906)

La bibliothèque royale possède une collection d'environ 4 600 000 livres et 6 000 manuscrits. 
Parmi ses collections se trouvent : les manuscrits et correspondances de Hans Christian Andersen, les archives du philosophe Søren Kierkegaard ou encore la Bible de Hambourg (XIIIe siècle). Tous sont inscrits au registre international Mémoire du monde de l'Unesco.

## Le «diamant noir»
En raison de son importance historique, Slotsholmen est le territoire sur lequel est érigée la Bibliothèque royale depuis 1906. L’importance historique accordée à ce site est qualifiée de « majeure » par Steen Bille Larsen, puisque ce territoire a autrefois hébergé, entre autres, la famille royale et la bibliothèque du roi de même que le port militaire ayant contribué à la croissance économique du pays. Aujourd’hui, le gouvernement et les principaux ministères s’y retrouvent toujours.
Vers le milieu du XXe siècle, un manque d’espace se manifeste dans la bibliothèque. Les ouvrages de celle-ci sont donc dispersés à divers endroits dans Copenhague, ce qui engendre des complications dans la gestion et la préservation des documents. C’est en 1993 que le Ministère de la culture entame un projet d’agrandissement du bâtiment. Les objectifs et exigences en lien avec ce projet sont, notamment et non exclusivement, de :
1. Offrir un espace plus grand et mieux adapté pour entreposer et conserver à long terme les documents et collections;
2. Améliorer l’offre et l’accessibilité des activités culturelles;
3. Fournir un environnement permettant de suivre les tendances en termes d’évolution technologique.

Le nouveau bâtiment, contigu au premier, conçu par les architectes Schmidt Hammer Lassen, ouvre en 1999. On l'appelle couramment « le diamant noir » (Den sorte diamant), en raison des dalles de marbre noir et du verre fumé qui en forme l'enveloppe extérieure. 
Le bâtiment est divisé en deux pôles : le pôle Culture et le pôle Bibliothèque. Entre 1999 et 2012, le Diamant noir a dû s’adapter à la progression fulgurante du développement de la technologie. En 1993, soit tout juste après la sélection du projet gagnant au concours d’architecture, le logiciel du World Wide Web fait son apparition dans le domaine public. L’aménagement et la fonction initiale de plusieurs espaces de la bibliothèque ont ainsi été repensés et modifiés. Toutefois, en raison de la maniabilité de la division des espaces (ex : cloisons mobiles), l’ossature du bâtiment est quant à elle demeurée intacte. Les deux pôles, dont le pôle Culture, étant toujours en place, l’objectif du nouveau bâtiment de soutenir la bibliothèque en tant qu’institution culturelle a donc été préservé.
La surface du bâtiment tout entier est recouverte de granite noir du Zimbabwe, taillé au Portugal et lissé en Italie. Il recouvre cet imposant polygone d'un noir qui change de couleur au gré de la météo et du moment de la journée. Les blocs de granite de 75 kg chacun s'étalent sur une surface totale de 2500 mètres carrés. Quant à l'immense baie vitrée qui coupe le « diamant » en deux, elle est constituée de vitres produites uniquement en Allemagne. Chacune d'elles mesure 6 mètres de haut et 2.4 m de large.
Au centre de l'édifice, un immense atrium de 8 étages de hauteur fait office d'entrée et de puits de lumière pour tout l'édifice. À l'inverse de l'extérieur, l'intérieur de cet atrium est entièrement blanc. Il possède des balcons à chaque étage, qui forment des vagues se répondant de chaque côté de l'espace. Les escalators permettant d'accéder à toutes les parties du bâtiment traversent l'atrium dans toute sa largeur, tandis que des passerelles coupent l'espace en plusieurs endroits.
Cette extension de la bibliothèque royale est séparée de la construction originale par une rue relativement passante. Trois couloirs connectent cependant les deux parties du bâtiment, au-dessus de la chaussée. Deux sont situés en hauteur et sont réservés au personnel, tandis que le plus grand est placé dans le prolongement de l'atrium. On y trouve une gigantesque peinture au plafond, signée Per Kirkeby.
Le "diamant noir" n'en oublie pas pour autant sa fonction principale de bâtiment public. S'il contient 450 pièces, fermées à l'aide de 800 portes sécurisées, il n'en recèle pas moins de vastes salles de lectures où tout un chacun peut venir s'attabler et consulter les nombreux ouvrages disponibles dans cette bibliothèque nationale. De plus, l'établissement propose une connexion internet Wi-Fi gratuite, d'où l'énorme affluence d'étudiants même le weekend.
D'un point de vue technologique, le "diamant noir" propose des ordinateurs et des bornes de consultation des collections un peu partout dans l'atrium et les couloirs. D'ailleurs, vous n'y verrez pas un seul livre, puisque presque toute la collection est numérisée. Pour obtenir un exemplaire papier, il faudra en faire la demande et on vous l'apportera dans les plus brefs délais. Avec ses 2.5 millions d'ouvrages, il devrait y avoir de quoi vous satisfaire, d'autant plus que cette bibliothèque, la plus importante de toute la Scandinavie, possède également une impressionnante collection de dizaines de milliers de manuscrits, de journaux, de photographies, de cartes ou de portraits
Le rez-de-chaussée du "diamant noir" ressemblerait presque à un centre commercial dans le sens où il dispose de son propre café, le Øeiblikket, et un restaurant assez cher : le Søren. Au sous-sol, on trouve des expositions temporaires régulièrement mises à jour, ainsi qu'une salle de concert disposant de son propre orchestre de réputation internationale.

## Vol de livres
Entre 1968 et 1978, plus de 3 200 livres anciens (pour une valeur dépassant les 50 millions de dollars) ont été dérobés à la bibliothèque. Le vol est découvert en 1975 mais ce n'est qu'en 2003 que l'affaire est résolue : après la mort du voleur, Frede Møller-Kristensen, sa famille continue à vendre les livres volés mais avec moins de précaution. Un des livres disparus est signalé en vente chez Christie's à Londres : la police trouve 1 500 ouvrages rares dans la maison du voleur. En juin 2004, trois membres de sa famille et un ami sont condamnés à des peines allant de 18 mois à 3 ans de prison ; l'ami est acquitté en appel. Un autre membre de la famille est à son tour condamné en avril 2005.